# يوم المبرمج
يوم المبرمج هو عطلة رسمية خاصة بالمبرمجين تقام في روسيا في اليوم الـ 256 من السنة (الموافق 13 سبتمبر أيلول في السنوات البسيطة أو 12 سبتمبر أيلول في السنوات الكبيسة).

## التاريخ
هذا التاريخ تم اقتراحه من قبل فالنتين بالت، أحد الموظفين في شركة تصميم وتطوير مواقع الويب باراليل تكنولوجيز. حيث بدأ في أوائل عام 2002 حاول جمع التوقيعات لتقديم عريضة إلى الحكومة الروسية للاعتراف بهذا اليوم كعطلة رسمية للمبرمجين.
في يوليو/ تموز 24 لسنة 2009، وزارة الإعلام الروسية أصدرت مسودة أمر تنفيذي لإقامة عطلة مهنية جديدة، يوم المبرمج.
في 11 سبتمبر أيلول 2009، أقر الرئيس الروسي دميتري ميدفيديف بالمسودة بعطلة يوم المبرمج.

## الاحتفال
اختير الرقم 256 بناء على عدد القيم التي يمكن تمثيلها باستخدام بايت واحد 8 بت، وهذا من أكثر الأرقام المعروفة للمبرمجين. أيضا فإن الرقم 256 له القيمة الست عشرية ’100‘ (’0x100‘)، وهو أيضا أعلى ترقية للرقم 2 أقل من القيمة 365 (عدد أيام السنة).